# یوزباشی (قره‌تاش)
یوزباشی (به ترکی استانبولی: Yüzbaşı) یک منطقهٔ مسکونی در ترکیه است که در قره‌تاش (شهر) واقع شده‌است.